# 부산광역시의 역사
부산광역시(釜山廣域市)는 대한민국 제 2의 도시로, 현재의 규모와 명성을 갖추게 된 것은 비교적 최근의 일이다. 삼한 시대 변한의 거칠산국의 작은 고을로 시작하여 조선 시대에는 부산진 설치와 함께 무역과 상업의 중심지로 발전하는 한편 조선 통신사의 출항지가 되었고, 근대에 들어 조선과 일본 사이의 불평등조약이었던 조일강화조약으로 인한 삼포(三浦) 개항 이후 급격한 성장을 이루었으며 1963년에는 《부산직할시》로 승격, 1995년에는 최종적으로 《부산광역시》로 개칭되어 오늘날에 이른다.

## 고대

### 삼국시대,고려시대
- 삼한시대에는 해운대 지역에 《거칠산국》(居柒山國)이 있었다.
- 서기 1세기 후반인 탈해왕 대에 기장의 장산국과 함께 거칠산국이 신라에 점령되었다. 한편 부산포 일대에는 가야의 종발성(從拔城)이 세워져 신라와 가야의 각축장이 되었다.
- 내물왕 대인 서기 400년경에 가야가 신라를 대거 침공했다가 광개토왕의 고구려군에게 대패하여 패망하자 부산 전역이 신라의 영역에 편입되었다.  옛 거칠산국은 《거칠산군》(居柒山郡)이 되고 종발성은 "큰 시루"라는 뜻의 《대증현》(大甑縣)이 되었다.
- 8세기 경 경덕왕에 의한 행정개편으로 거칠산군은 《동래군》(東萊郡)으로 개칭하였다. 대증현은 《동평현》(東平縣)으로 개명되어 기장현(機張縣)과 함께 동래군의 속현이 되었다.
- 고려 때인 1018년 동래군이 《동래현》(東萊縣)으로 격하되고 울주(蔚州, 지금의 울산)의 속현이 되며 동래군의 속현이던 동평현은 양주(梁州, 지금의 양산)의 속현이 되었다.

## 중세

### 조선시대
- 1397년 동래군에 부산진(釜山鎭)이 설치되었다.
- 1405년 울주의 속현이었던 동래현이 독립현이 되었고 양주의 속현이었던 동평현이 다시 동래의 속현이 되었다.
- 1409년 동평현이 다시 양주의 속현이 되었다.
- 1428년 동평현이 다시 동래의 속현이 되었다.
- 1547년 동래현이 《동래도호부》로 승격되었다.
- 1592년 동래도호부가 다시 동래현으로 강등되었다.
- 1592년 울산 개운포에 있던 경상좌수영이 동래부 남촌면(현재 수영동)으로 이전되었다.
- 1599년 동래현이 다시 동래도호부로 승격됨과 동시에 기장현이 폐현되어 동래에 이속되었다.
- 1617년 기장현이 복현되었다.
- 17세기-18세기에 부산진은 조선과 일본을 연결하는 사절단인 조선 통신사의 출항지로써의 역할을 수행했다.
- 1895년 음력 윤 5월 1일 이십삼부의 시행으로 지금의 포항시, 경주시, 울산광역시, 양산시, 부산광역시, 거제시에 해당하는 영역을 관할하는 광역행정구역인 동래부(東萊府)가 설치되었으며 그 관청이 동래에 설치됨과 동시에 동래도호부가 《동래군》으로 전환되었다.[1]
- 1896년 8월 4일 십삼도의 시행으로 경상남도 동래군으로 개편되었다.[2]

## 근대
- 1906년 9월 28일 양산군으로부터 좌이면이 편입되었다.[3]
- 1906년 10월 1일 동래군이 동래부로 승격되었다.[4]

### 일제강점기
- 1910년 10월 1일 동래부가 부산부(釜山府)로 개칭되었다.[5]
- 1914년 4월 1일 부산부가 도시 지역인 부산부와 그 외곽인 동래군으로 분할되었다. 동시에 기장군이 폐지되고 동래군에 흡수되었다.
  - 부산부(釜山府)・사하면(沙下面)・사상면(沙上面)・서면(西面)・남면(南面)・동래면(東萊面)・북면(北面)・좌이면(左耳面)・철마면(鉄馬面)・정관면(鼎冠面)・장안면(長安面)・일광면(日光面)・기장면(機張面) (1부 12면)

 개편 이전의 부산부의 영역은 지금의 부산 지역 대부분을 아우르나, 이후의 부산부 영역은 지금의 중구, 동구, 서구에 국한된다.
| 1914년          | 1914년 | 현재               | 현재 |
| 면              | 동·리 | 시·구              | 동·리 |
| --------------- | --- | ------------------ | --- |
| 사하면 (沙下面) | 암남리 | 부산 서구          | 암남동 |
| 사하면 (沙下面) | 감천동, 하단동, 신평동, 장림리, 다대리, 구평리, 당리, 괴정동                                               | 부산 사하구        | 감천동, 하단동, 신평동, 장림동, 다대동, 구평동, 당리동, 괴정동                                             |
| 사상면 (沙上面) | 주례리, 학장리, 괘법리, 덕포리, 엄궁리, 감전리, 모라리, 삼락리, 유두리                                     | 부산 사상구        | 주례동, 학장동, 괘법동, 덕포동, 엄궁동, 감전동, 모라동, 삼락동 일부, 삼락동 일부                           |
| 서면 (西面)     | 양정리, 범전리, 부전리, 초읍리, 연지리, 전포리, 부암리, 개금리, 가야리, 당감리                             | 부산 부산진구      | 양정동, 범전동, 부전동, 초읍동, 연지동, 전포동, 부암동, 개금동, 가야동, 당감동                             |
| 서면 (西面)     | 문현리, 대연리, 우암리, 용호리, 용당리, 감만리                                                             | 부산 남구          | 문현동, 대연동, 우암동, 용호동, 용당동, 감만동                                                             |
| 남면 (南面)     | 광안리, 남천리, 남수리, 망미리, 민락리                                                                     | 부산 수영구        | 광안동, 남천동, 수영동, 망미동, 민락동                                                                     |
| 남면 (南面)     | 우리, 좌리, 중리, 재송리                                                                                   | 부산 해운대구      | 우동, 좌동, 중동, 재송동                                                                                   |
| 동래면 (東萊面) | 반여리, 석대리, 반송리                                                                                     | 부산 해운대구      | 반여동, 석대동, 반송동                                                                                     |
| 동래면 (東萊面) | 연산리, 거제리                                                                                             | 부산 연제구        | 연산동, 거제동                                                                                             |
| 동래면 (東萊面) | 수안리, 칠산리, 복천리, 낙민리, 원리, 교리, 온천리, 여고리, 명장리                                         | 부산 동래구        | 수안동, 칠산동, 복천동, 낙동, 안락동, 명륜동, 온천동, 사직동, 명장동                                       |
| 동래면 (東萊面) | 회동리, 오륜리, 금사리, 서리                                                                               | 부산 금정구        | 회동동, 오륜동, 금사동, 서동                                                                               |
| 북면 (北面)     | 부곡리, 구서리, 선리, 두구리, 장전리, 노포리, 남산동, 청룡리                                               | 부산 금정구        | 부곡동, 구서동, 선동, 두구동, 장전동, 노포동, 남산동, 청룡동                                               |
| 좌이면 (左耳面) | 금성리 | 부산 금정구        | 금성동 |
| 좌이면 (左耳面) | 화명리, 구포리, 덕천리, 금곡리, 만덕리                                                                     | 부산 북구          | 화명동, 구포동, 덕천동, 금곡동, 만덕동                                                                     |
| 철마면 (鐵馬面) | 이곡리, 연구리, 구칠리, 장전리, 웅천리, 백길리, 와여리, 안평리, 고촌리, 송정리, 임기리                     | 부산 기장군 철마면 | 이곡리, 연구리, 구칠리, 장전리, 웅천리, 백길리, 와여리, 안평리, 고촌리, 송정리, 임기리                     |
| 정관면 (鼎冠面) | 달산리, 용수리, 방곡리, 예림리, 매학리, 병산리, 모전리, 월평리, 임곡리, 두명리                             | 부산 기장군 정관읍 | 달산리, 용수리, 방곡리, 예림리, 매학리, 병산리, 모전리, 월평리, 임곡리, 두명리                             |
| 장안면 (長安面) | 고리, 길천리, 오리, 명례리, 장안리, 기룡리, 용소리, 반룡리, 효암리, 좌천리, 월내리, 임랑리, 좌동리, 덕선리 | 부산 기장군 장안읍 | 고리, 길천리, 오리, 명례리, 장안리, 기룡리, 용소리, 반룡리, 효암리, 좌천리, 월내리, 임랑리, 좌동리, 덕선리 |
| 일광면 (日光面) | 이천리, 삼성리, 학리, 청광리, 동백리, 화전리, 횡계리, 용천리, 문동리, 문중리, 칠암리, 신평리, 원리         | 부산 기장군 일광읍 | 이천리, 삼성리, 학리, 청광리, 동백리, 화전리, 횡계리, 용천리, 문동리, 문중리, 칠암리, 신평리, 원리         |
| 기장면 (機張面) | 동부리, 서부리, 대라리, 죽성리, 신천리, 청강리, 연화리, 대변리, 교리, 만화리, 내리, 석산리, 당사리, 시랑리 | 부산 기장군 기장읍 | 동부리, 서부리, 대라리, 죽성리, 신천리, 청강리, 연화리, 대변리, 교리, 만화리, 내리, 석산리, 당사리, 시랑리 |
| 기장면 (機張面) | 송정리 | 부산 해운대구      | 송정동 |

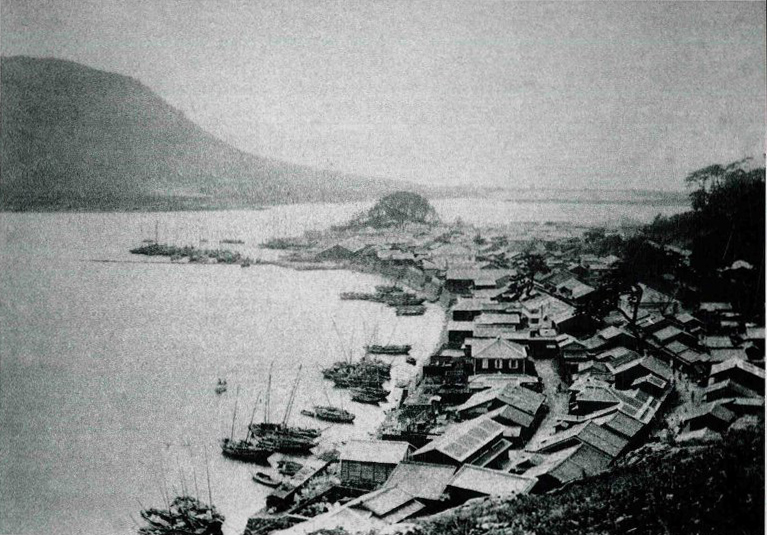
1900년대 초의 부산항

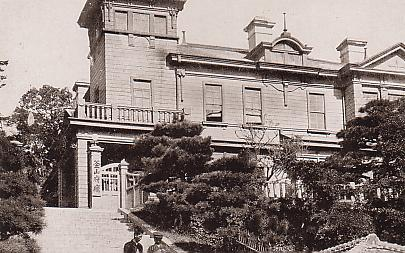
1945년 이전의 부산부청

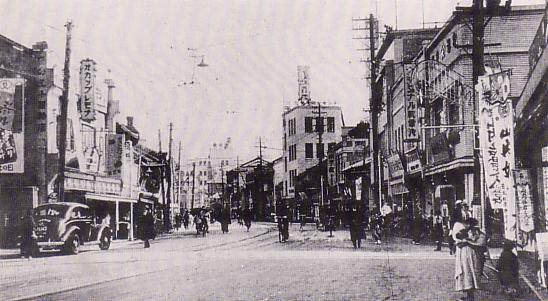
1945년 이전의 변천정

- 1918년 1월 1일 좌이면이 구포면으로 개칭되었다. (1부 12면)
- 1925년 4월 1일 경상남도 도청이 진주로부터 부산으로 이전되었다.

 당시 도청은 부산부 부민정 2정목(현재 부산광역시 서구 부민동2가)에 위치했다.
- 1931년 4월 1일 동래면이 동래읍으로 승격되었다.[16] (1부 1읍 11면)
- 1936년 4월 1일 서면 전체와 사하면 암남리가 부산부로 편입되었으며 부산진 출장소가 설치되었다.[17] (1부 1읍 10면)
- 1942년 10월 1일 동래읍, 사하면, 남면, 북면 부곡리・장전리가 부산부에 편입되었으며 동래 출장소, 사하 출장소, 수영 출장소가 설치되었다.[18] (1부 8면)
- 1943년 10월 1일 구포면이 구포읍으로 승격되었다.[19] (1부 1읍 7면)

## 현대

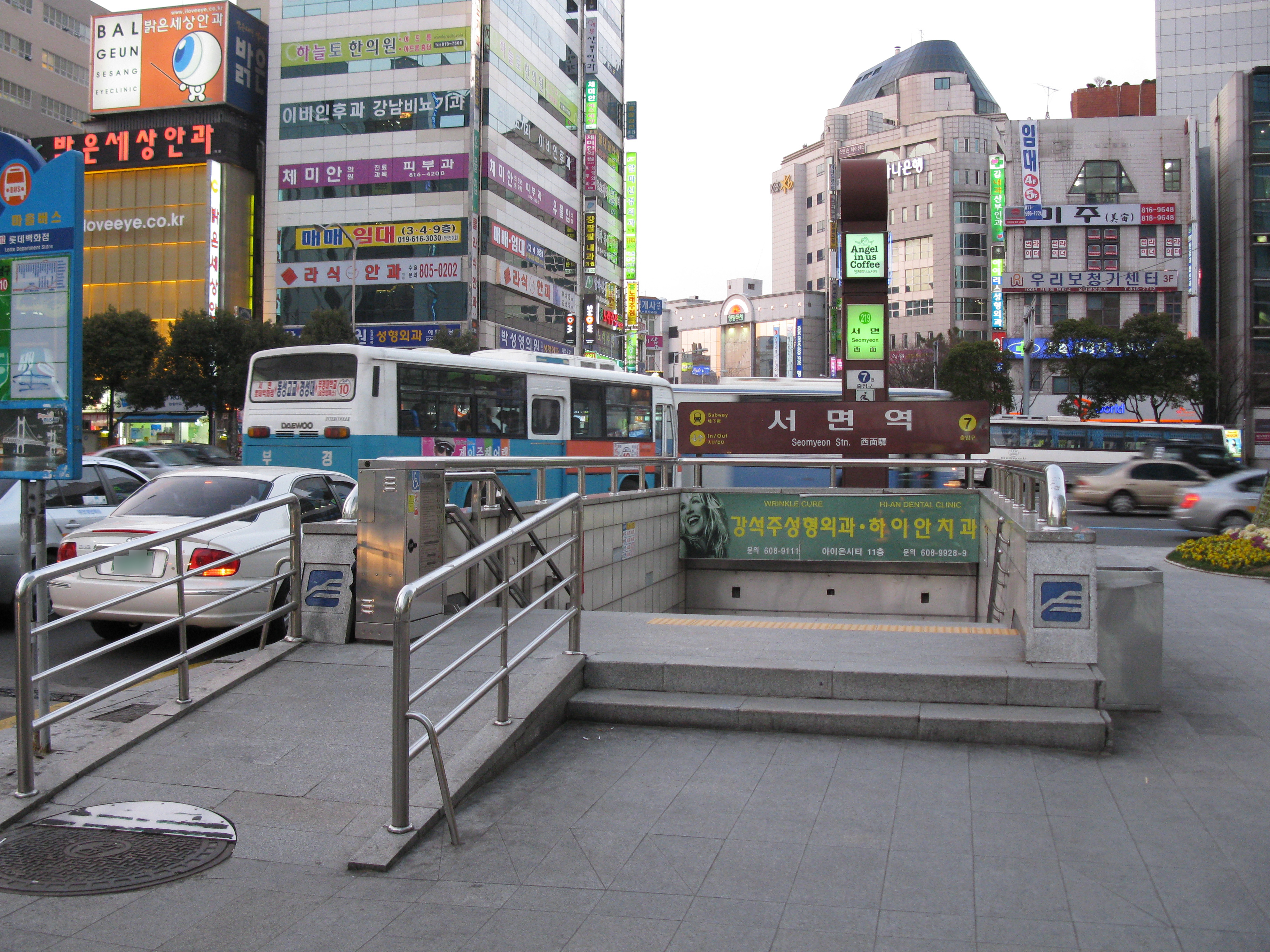
1호선과 2호선의 환승역으로 부산에서 제일 번화한 서면역의 출입구

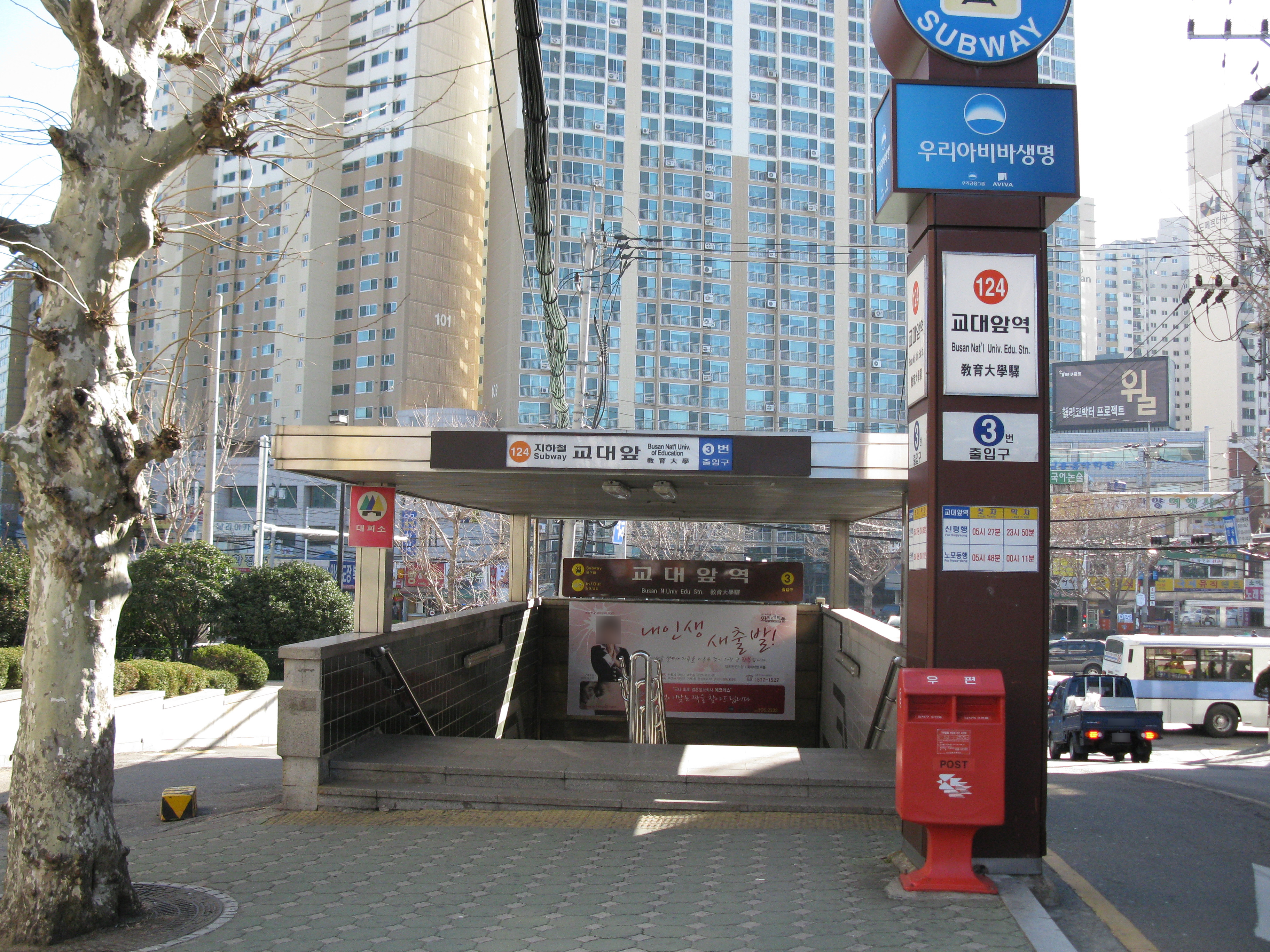
1호선 교대앞역의 출입구

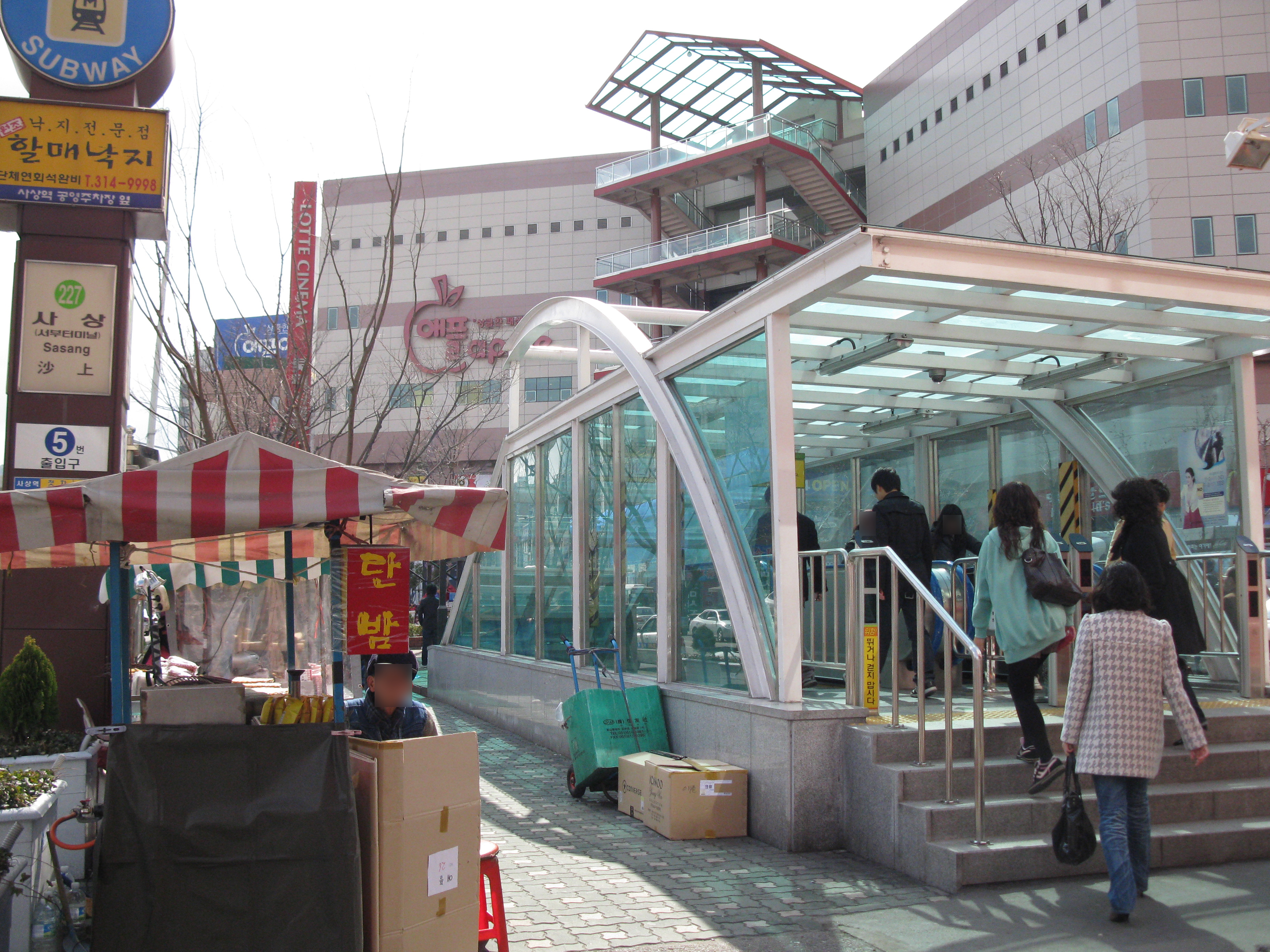
2호선 사상역의 출입구

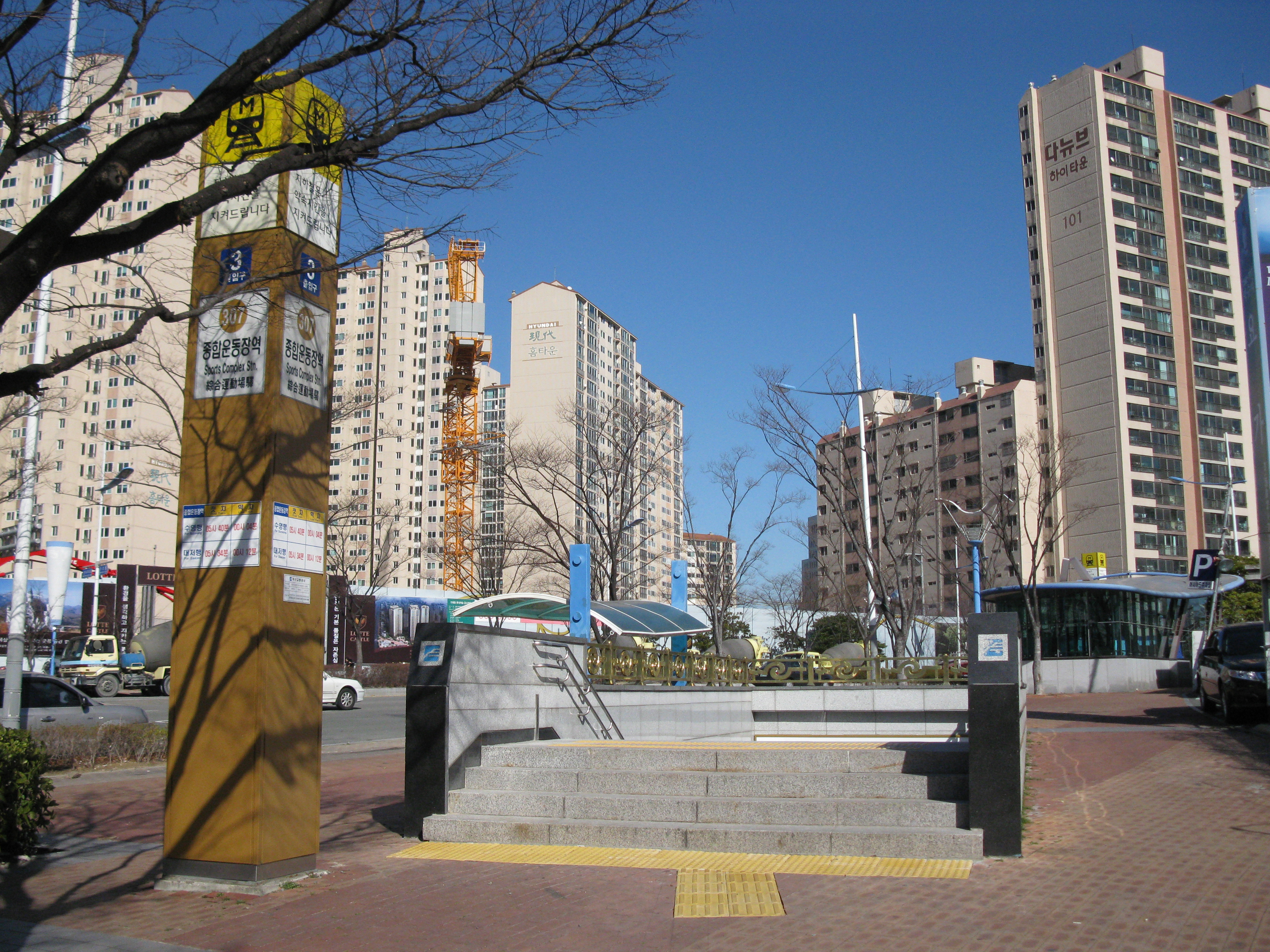
3호선 종합운동장역

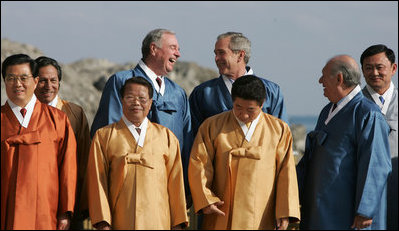
부산 APEC에서의 정상들

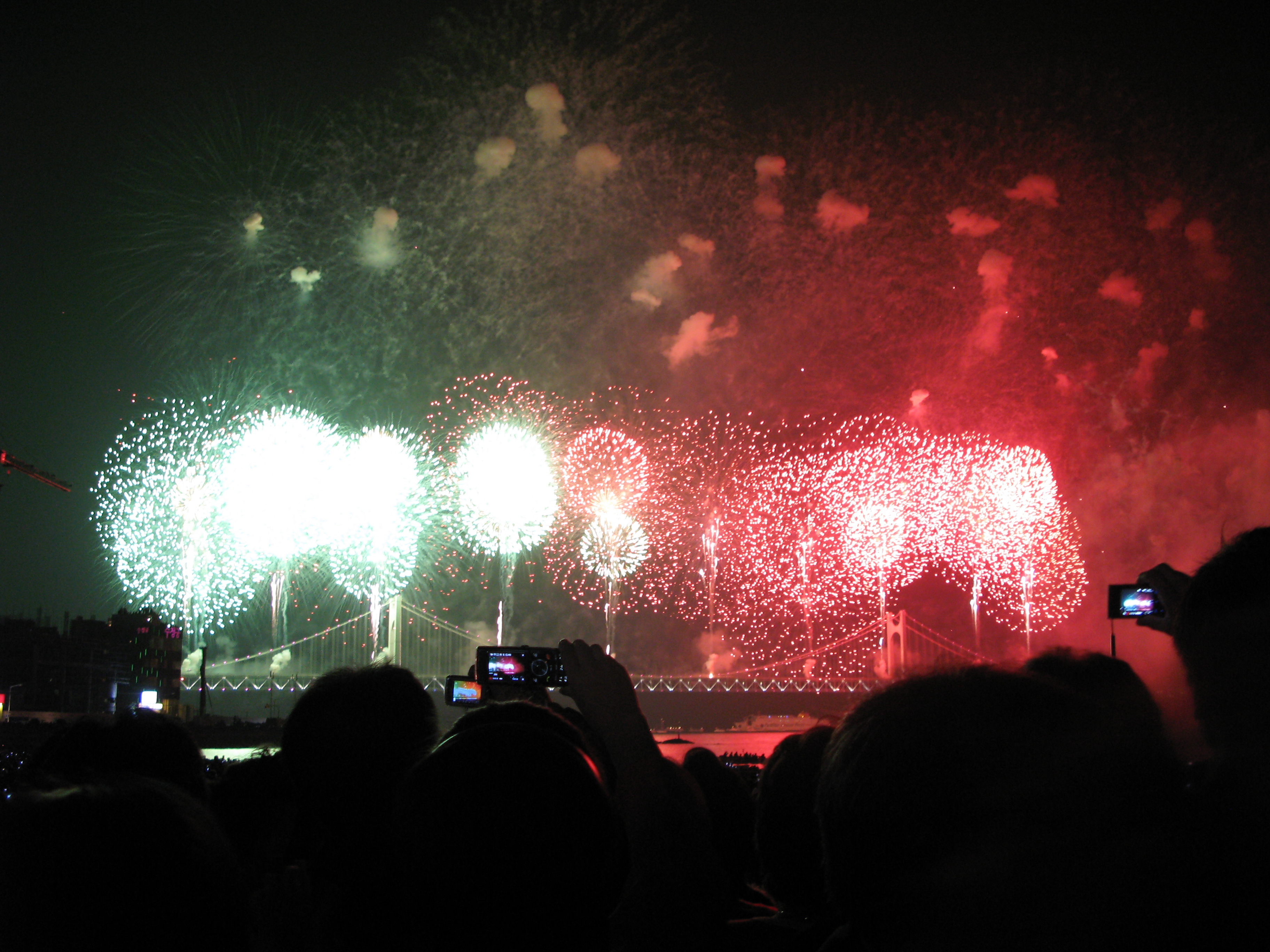
2008년의 부산불꽃축제

### 광복 이후
- 1947년 10월 1일에 일본식 동명을 우리말로 바꾸어 동명의 기본체계를 갖추게 되었다.

| 동의명칭변경에관한규정 | |
| 구 행정구역 (법정동) | 신 행정구역 |
| 부산부 서정(西町)1~4정목, 부평정1~4정목, 변천정(弁天町)1~3정목, 행정(幸町)1~3정목, 본정(本町)1~5정목, 대청정1~4정목, 영정(榮町)1~3정목, 대창정(大倉町)1~4정목, 대교통(大橋通)1~3정목, 남빈정(南濱町)1~3정목, 보수정1~3정목, 복전정(福田町) | 신창동1~4가, 부평동1~4가, 광복동1~3가, 창선동1~3가, 동광동1~5가, 대청동1~4가, 대창동1~3가, 중앙동1~4가, 대교동1~3가, 남포동1~3가, 보수동1~3가, 복병동(伏兵洞) |
| 부산부 소화정(昭和町)1~5정목, 녹정(綠町)1~2정목, 초장정1~5정목, 토성정1~5정목, 곡정(谷町)1~2정목, 중도정(中島町)1~3정목, 동대신정1~3정목, 서대신정1~3정목, 토성정1~3정목, 부민정1~3정목, 남부민정(南富民町), 암남정                        | 충무동1~5가, 완월동1~2가, 초장동1~5가, 토성동1~5가, 아미동1~2가, 부용동1~3가, 동대신동1~3가, 서대신동1~3가, 토성동1~3가, 부민동1~3가, 남부민동, 암남동        |
| 부산부 어영정(御影町)1~4정목, 산수정(山手町)1~3정목, 항정(港町)1~5정목, 대교통4~5정목, 갑정1~2정목, 석견정1~3정목, 청산정, 동산정 | 영선동1~4가, 신선동1~3가, 봉래동1~5가, 대교동4~5가, 대평동1~2가, 남항동1~3가, 청학동, 동삼동                                                                  |
- 1949년 6월 14일에 부산특별시 승격 기성준비위원회가 발족하였다.

1949년 7월 29일에 부산특별시 승격안이 국회에서 부결되었다.
- 1949년 8월 15일에 부산부를 《부산시》(釜山市)로 개칭하였다.

 해방 전 일제가 만든 부(府)를 시(市)로 변경.
- 1949년 11월 29일에 부산시 중앙직할안이 국회에서 부결되었다.
- 1950년 8월 18일에 한국전쟁으로 임시수도가 되어  대한민국 정부가 이전하였다.

1950년 10월 27일에 서울로 환도하였다. 당시 정부는 도청 청사로 이전하였다.
- 1950년 9월 1일에 대한민국 국회가 부산시로 임시이전하였다.

당시 국회는 부산 문화극장으로 이전하였다.
- 1951년 1월 4일에  대한민국 정부와 국회가 부산시로 다시 이전하였다.

당시 국회는 부산극장에서 개원하였다.
- 1951년 3월 20일에 부산특별시 승격안이 국회 내무위원회에 상정되어 유보 가결되었다.
- 1953년 9월 17일에 대연출장소와 해운대출장소를 설치하였다.
- 1953년 8월 15일에 정부가 환도하고, 국회는 1953년 9월 16일에 환도하였다.
- 1957년 1월 1일에 구제(區制)가 실시되어 부산시에 구(區)가 신설되었다.

부산시에는 중구, 서구, 동구, 영도구, 부산진구, 동래구가 설치되었다.
- 1962년 11월 13일에 제80차 최고회의 상임위원회에서 부산직할시 설치안이 통과되었다.

특별시에 버금 가는 정부직할의 직할시는 1981년에 대구가 승격되기 전까지 부산이 유일했다.

### 광역시 승격 이후
- 1963년 1월 1일에 정부 직할시인 부산시(釜山市)로 승격되었으며 동래군 일부를 편입하였다.

직할시 승격과 함께 동래군의 구포읍과 사상면, 북면, 기장면 송정리를 편입하였다.
- 1975년 10월 1일에 남구가 신설되고, 시 직할 사하출장소 · 북부출장소를 설치하였다.

남구 설치와 함께 북부출장소가 설치되어 구포출장소와 사상출장소, 북면출장소가 폐지
- 1978년 2월 15일에 김해군 일부를 편입하고 북구(현재 북구, 사상구, 강서구 관할)를 신설하였다.

북구 신설과 함께 편입된 김해는 대저읍, 신호리를 제외한 명지면, 가락면 북정 · 대사 · 상덕 · 제도리
- 1980년 4월 1일에 동래구의 일부를 관할로 해운대구를 설치하였다.[26]
- 1981년 4월 4일에 지방행정에 관한 임시조치법 개정으로 법령상 부산직할시(釜山直轄市)로 명칭이 공식적으로 변경되었다.
- 1981년 6월 13일에 부산 도시철도 1호선을 착공하였다.

이 시기 착공한 구간은 1단계 노포동역에서 범내골역까지의 구간이다.
- 1983년 7월 1일에 경상남도 도청이 창원시로 이전하였다.

이전 후 옛 도청 건물은 부산지방법원과 부산지방검찰청 청사로 사용되었으며 2002년 거제리로 이전하였다.
- 1983년 12월 15일에 서구와 북구를 분할하여 사하구를 신설하였다.

사하구는 서구 괴정 · 당리 · 하단 · 신평 · 장림 · 다대 · 구평 · 감천동(사하출장소)과 북구 대저2동(현.강서구 대저2동)의 을숙도 · 일웅도를 관할
- 1985년 7월 19일에 부산 도시철도 1호선 1단계를 개통하였다.

당시 개통한 구간은 1단계 중 노포동역을 제외한 범어사역 ~ 범내골역 구간이며 노포동역은 1986년 12월 29일 개통
- 1988년 1월 1일에 동래구를 분할하여 금정구를 설치하였다.

당시 분할한 지역은 동래구 서 · 금사 · 오륜 · 부곡 · 장전 · 회동 · 선 · 두구 · 노포 · 청룡 · 남산 · 구서 · 금성동
- 1989년 1월 1일에 북구 일부를 분할하고 김해군과 의창군 일부를 분할하여 강서구를 설치하였다.

강서구는 북구 대저1 · 대저2 · 강동 · 명지동과 김해군 가락면 · 녹산면, 의창군 천가면 관할이며 강서구 천가출장소를 설치
- 1991년 11월 28일에 부산 도시철도 2호선을 착공하였다.

당시 착공한 구간은 양산 호포에서 서면까지의 1단계 구간
- 1995년 1월 1일에 부산직할시를 부산광역시(釜山廣域市)로 개칭하였다.

지방자치법 개정에 의한 것이며 인천직할시 · 대구직할시 · 대전직할시 · 광주직할시 모두 광역시로 개칭
- 1995년 3월 1일에 양산군과 진해시 일부를 편입하고 수영구 · 사상구 · 연제구 · 기장군을 설치하였다.
  - 편입된 지역은 양산군 기장 · 장안읍, 정관 · 일광· 철마면과 진해시 웅동 일부
  - 각 구 · 군 설치[32]는 각 구 · 군 문서 참조
- 1996년 9월 13일에 첫 부산국제영화제(PIFF)를 개최하였다.

이 영화제는 1996년 9월 21일까지 개최되었으며 이후 매년 개최
- 1997년 11월 25일에 부산 도시철도 3호선을 착공하였다.

이 시기 착공한 구간은 1단계 구간인 대저 ~ 수영 구간
- 1999년 6월 30일에 부산 도시철도 2호선을 개통하였다.

이 시기 개통한 구간은 1단계 구간인 서면역 ~ 호포역 구간
- 2002년 5월 31일에 FIFA 월드컵을 개최하였다.

부산 지역의 구장은 부산 아시아드 주경기장이었으며 6월 30일까지 개최
- 2002년 9월 29일에 제 14회 아시안게임을 개최하였다.

이 대회는 10월 14일까지 개최
- 2003년 12월 3일에 부산 도시철도 4호선을 착공하였다.

이 시기 착공한 구간은 미남교차로에서 ~ 기장군 안평마을까지
- 2005년 11월 18일에 APEC정상회담을 개최하였다.

BEXCO와 누리마루에서 11월 19일까지 개최
- 2005년 11월 28일에 부산 도시철도 3호선을 개통하였다.

이 시기 개통한 구간은 대저 ~ 수영 구간
- 2006년 2월 15일에 부산-김해경전철을 착공하였다.

이 시기 착공한 구간은 부산 사상 ~ 김해 신명 구간
- 2007년 5월 15일에 부산시내버스 준공영제가 실시되었다.

이와 함께 대대적인 노선 개편으로 많은 버스 노선이 신설 · 폐지 · 조정 

## 같이 보기
- 부산 광역시
- 부산광역시의 지방조직 변천